# Alfred Burke Thompson
Pour les articles homonymes, voir Alfred Thompson et Thompson.
Alfred Burke Thompson (18 juillet 1862-2 août 1942) est un homme politique canadien de l'Ontario. Il est député fédéral unioniste de la circonscription ontarienne de Simcoe-Est de 1925 à 1935. 
Auparavant, il est député provincial libéral de la circonscription ontarienne de Simcoe-Centre de 1898 à 1902 et de 1905 à 1919. 

## Biographie
Né à Penetanguishene dans le Canada-Ouest, Thompson est étudiant au Upper Canada College et à l'Université de Toronto. Il sert avec le Queen's Own Rifles of Canada lors de la rébellion du Nord-Ouest en 1885.